# Ортадересінський сільський округ
Ортадересі́нський сільський округ (каз. Ортадересін ауылдық округі, рос. Ортадересинский сельский округ) — адміністративна одиниця у складі Актогайського району Карагандинської області Казахстану. Адміністративний центр — село Орта-Дересін.
Населення — 618 осіб (2021; 743 у 2009, 913 у 1999, 1371 у 1989).
Станом на 1989 рік існувала Ортадересінська сільська рада (села Басдересін, Каработа, Ортадересін, селища Акжайдак, Ортадересін) ліквідованого Приозерного району. 2007 року було ліквідовано село Каработа.

## Склад
До складу округу входять такі населені пункти:
| Населений пункт                | Населення, осіб (1989) | Населення, осіб (1999) | Населення, осіб (2009) | Населення, осіб (2021) |
| ------------------------------ | ---------------------- | ---------------------- | ---------------------- | ---------------------- |
| Акжайдак, село                 | 270                    | 197                    | 206                    | 245                    |
| Баладересін, село              | 27                     | -                      | -                      | -                      |
| Каработа, село                 | 77                     | 26                     | -                      | -                      |
| Орта-Дересін, село             | 890                    | 616                    | 388                    | 339                    |
| Орта-Дересін, станційне селище | 107                    | 74                     | 149                    | 34                     |